# Taketa

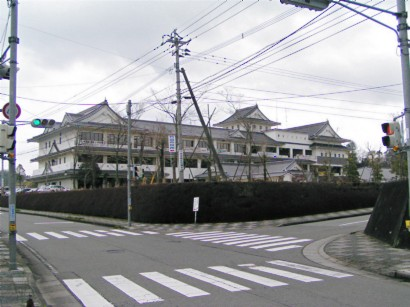
Het gemeentehuis van Taketa

Taketa (竹田市, Taketa-shi) is een stad (shi) in de Japanse prefectuur Oita. Op 1 april 2009 had de stad naar schatting 24.854 inwoners en een bevolkingsdichtheid van 52 bewoners per km². Het totale gebied beslaat 477,59 km².

## Geschiedenis
- Taketa werd op 31 maart 1954 een stad (shi) na samenvoeging van 2 gemeenten (竹田町, Takeda-machi en 玉来町, Tamarai-machi) en 8 dorpen (豊岡村, Toyōka-mura ; 松本村, Matsumoto-mura ;入田村, Nyūta-mura;宮砥村, Miyatogi-mura ; 嫗岳村, Ōnatake-mura;菅生村, Sugao-mura ;城原村,Kibaru-mura en 宮城村, Miyagi-mura )
- Op 1 april 2005 werden de gemeenten Kujū, Naoiri en Ogi (allen van het district Naoiri) aangehecht bij Taketa. Het district Naoiri verdween na deze fusie.

## Verkeer

### Luchthaven
De dichtstbijzijnde luchthaven is de Luchthaven van Kumamoto (Kumamoto Airport) op ongeveer 60 km.

### Trein
- JR Kyushu: Hohi-lijn (richting Kumamoto en Ōita)
  - Station Bungo-Ogi
  - Station Tamarai
  - Station Bungo-Taketa

### Weg
- Taketa ligt aan autowegen :
  - Autoweg 57(naar Ōita en Nagasaki)
  - Autoweg 442 (naar Ōita en Ōkawa)
  - Autoweg 502

Taketa ligt tevens aan de prefecturale wegen 8, 11, 30, 47, 131,135,209,410, 412,638-640,669, 695 en 699.

### Bus
- Oita Bus
- Kyushu Sanko Bus

## Bezienswaardigheden
- Kasteel Oka (岡城, Oka-jō)
- Ōgimori-inari-jinja (扇森稲荷神社)

## Aangrenzende Steden en gemeenten
- Prefectuur Ōita
  - Ōita
  - Bungo-ono
  - Yufu
  - Kusu
  - Kokonoe
- Prefectuur Kumamoto
  - Aso
  - Minamioguni
  - Ubuyama
  - Takamori
- Prefectuur Miyazaki
  - Takachiho
  - Hinokage

## Geboren in Taketa
- Kenji Anan (阿南 健治, Anan Kenji,24 februari 1962) een acteur onder meer bekend van Gokusen.
- Rentaro Taki (滝 廉太郎, Taki Rentarō; 24 augustus 1879–29 juni 1903), een componist.
- Tanomura Chikuden (田能村 竹田, ook 田能村 孝憲, Tanomura Kōken; 14 juli 1777 - 20 oktober 1835), een schilder uit de Edoperiode.
- Korechika Anami (阿南惟幾, Anami Korechika, 21 februari 1887 -15 augustus 1945), een generaal in het Japanse Keizerlijke Leger en Minister van Oorlog.
- Takeo Hirose (広瀬武夫, Hirose Takeo; 27 mei 1868 – 27 maart 1904), officier in de Japanse Keizerlijke Marine tijdens de Russisch-Japanse Oorlog.

## Partnersteden
Taketa heeft een stedenband met :
- Nakano, Nagano (sinds 18 januari 1967)
- Sendai, Miyagi (sinds 14 maart 1967)
- San Lorenzo, Paraguay, sinds 28 oktober 1973